# Enrique Soto Izquierdo
Enrique Soto Izquierdo (Cusihuiriachi, Chihuahua, 13 de diciembre de 1935-Cuernavaca, Morelos, marzo de 2024) fue un político, periodista y abogado mexicano, miembro del Partido Revolucionario Institucional (PRI). Ha ocupado numerosos cargos públicos, entre los que están en dos ocasiones diputado federal.

## Biografía
Nació en la población de Cusihuiriachi, Chihuahua, donde cursó parte de su educación primaria en la escuela Víctor María Flores; sin embargo, se trasladó a terminarla a la Ciudad de México, donde las terminó en la primaria Miguel de Unamuno, la secundaria en la Escuela Secundaria No. 3 y el bachillerato en la Escuela Nacional Preparatoria 1. De 1954 a 1959 estudia derecho en la Escuela Nacional de Jurisprudencia de la Universidad Nacional Autónoma de México (UNAM), de donde egresa en 1961 con el título de abogado. 
Desde que era alumno de la Escuela Nacional Preparatoria destacó en los concursos de oratoria, ganando u ocupando lugares destacados en varios en los que participó. Así mismo, ocupó puestos de dirigencia estudiantil, siendo presidente de la Sociedad de Alumnos de Derecho en 1956 y de los Alumnos de Chihuahua en la Escuela Nacional de Jurisprudencia de 1954 a 1955. Coincidió en estas actividades de política estudiantil con otros alumnos que luego serían políticos destacados, como: Alfredo V. Bonfil, Pedro Vázquez Colmenares y Píndaro Urióstegui Miranda.
En 1961 tradujo la Constitución Política de los Estados Unidos Mexicanos de 1917 al idioma inglés y al idioma francés; así mismo fue director del suplemento cultural dominal del periódico El Día y de El Gallo Ilustrado de 1965 a 1970. A partir de 1965 ejerció como docente en la UNAM.
Fue orador en la campaña electoral de Adolfo López Mateos por el PRI a la presidencia de México en 1958. De 1962 a 1968 fue abogado en la dirección general Jurídica de la Secretaría de Gobernación y de 1968 a 1970 fue director de La República, revista oficial del PRI. En 1971 el presidente Luis Echeverría Álvarez lo nombró director general del Instituto Nacional de la Juventu Mexicana, puesto en el que permaneció hasta 1976. Fue también delegado del PRI en varios estados.
En 1976 fue postulado y elegido por primera ocasión diputado federal, representando al  Distrito 23 del Distrito Federal en la L Legislatura que terminó en 1979. En ella fue integrante de las comisiones de Asuntos Agrarios; de Desarrollo Científico y Tecnológico; de Educación Física; de Desarrollo Turístico; de Desarrollo de Vivienda; de Gobernación; de Hacienda; y, de Estudios de la Juventud.
En 1977 fue nombrado director de Aguas Salinas de la entonces Secretaría de Asentamientos Humanos y Obras Públicas y de 1981 a 1982 fue subdirector de Asuntos Jurídicos del Instituto de Estudios Políticos, Económicos y Sociales (IEPES) del PRI. En 1982 fue elegido por segunda ocasión diputado federal, en esta ocasión por el Distrito 3 de Chihuahua a la LII Legislatura que culminó en 1985. En esta legislatura fue secretario de la Gran Comisión e integrante de las comisiones de Gobernación; de Puntos Constitucionales; y, de Presupuesto y Cuenta Pública.
De 1986 a 1988 y por nombramiento del presidente Miguel de la Madrid Hurtado fue director general del Instituto Mexicano de Cinematografía. Posteriormente se dedicó al ejercicio de su profesión, la docencia y se convirtió en uno de los primeros mexicanos en adquirir estudios en informática, que lo llevaron a desarrollar bases de datos.
Estuvo casado en un primer matrimonio con la actriz Lilia Aragón, con quien tuvo tres hijos, entre ellos el actor Alejandro Aragón, y en un segundo matrimonio con Luz María Magaldi Aguilar, con quien tuvo dos hijos.